# Scirpus triquetriformis
Scirpus triquetriformis là loài thực vật có hoa trong họ Cói. Loài này được T.V. Egorova miêu tả khoa học đầu tiên.